# Parroquia de San Francisco de Asís Xocotitla
La Parroquia de San Francisco de Asís Xocotitla es un templo católico ubicado en la alcaldía Azcapotzalco de la Ciudad de México. Fue construido a finales del siglo XVI por la Orden Franciscana. En 1959 fue declarado monumento histórico por el Instituto Nacional de Antropología e Historia.

## Historia
La Parroquia de San Francisco de Asís Xocotitla fue construida entre finales del siglo XVI e inicios del siglo XVII por los Hermanos Pobres de San Francisco Seráfico, un instituto religioso vinculado a la Parcialidad de Santiago Tlatelolco de la Orden Franciscana. La torre del campanario fue iniciada en 1683. En 1931 se consideró que la barda del atrio estaba totalmente destruida y se autorizó un trabajo de reparación. El 8 de julio de 1959 la capilla fue declarada monumento histórico por el Instituto Nacional de Antropología e Historia. En el terremoto del 19 de septiembre de 2017 la parroquia sufrió daños en el campanario.

## Estructura
La entrada al atrio de la capilla está marcada por un arco de medio punto y está delimitado por una barda reconstruida en el siglo XX. La fachada de la capilla está decorada con tezontle y está integrada por dos cuerpos. El primero contiene un arco de medio punto soportado por pilastras. El segundo cuerpo consiste en una cornisa y sobre ella una ventana cuadrada a la altura del coro, y encima suyo una cornisa corrida desde la cual se desarrolla el imafronte. El campanario de la capilla se ubica en una torre aledaña al edificio principal. Su cubierta es abovedada y posee ventanas de forma elíptica en sus laterales. La capilla está levantada sobre muros de mampostería. Su interior está dividido en cuatro secciones. En la primera se ubica la entrada del recinto y el coro, levantado sobre una plancha de concreto. La segunda y tercera sección corresponden al cuerpo de la nave. Y la cuarta sección contiene el ábside, el cual es de base rectangular.